# 建安文學
建安文學指中國東漢末年建安年間（196年－220年）及其前後撰寫的各種文學作品，風格獨特，在文學史上獲得崇高評價。

## 興盛原因
建安文學源自時代環境的刺激。漢末政治動蕩，戚宦爭權，黨錮之禍，州牧割據，連年戰爭，社會動亂，民生困苦，給文人提供了創作題材，藉文學作品發出慨嘆，反映社會實況及個人遭遇。詩人也繼承漢末以天下為己任的士風，發展出一種昂揚奮發的建功立業精神。
建安文學源自儒學衰微。由於政治混亂，國家體制崩壞，人們對禮教產生懷疑，相信佛道思想，擺脫儒家經學的束縛，正統思想失去約束力，士人思想解放，擴闊了創作的空間，文學的作用不再是闡發經義，而是反映現實生活，展現建安士人的個性，抒發個人的思想感情，有助文學發展。
建安文學源自政治領袖的倡導。建安末年，曹氏父子掌握政治大權，他們雅好文學，於是形成以曹氏為中心的文學集團，以及盛極一時的「鄴下文風」。
建安文學受漢樂府民歌的影響。漢代樂府「感於哀樂，緣事而發」，寫成大量反映社會民生的作品。建安時代，環境劇變，使詩人得以繼承漢樂府的精神而大量創作。此外，建安文學也受詩經、楚辭及古詩十九首等文學傳統的影響。
建安文學亦源自文學價值的肯定，由於長期創作經驗的積累，形成文學批評的發展，對文學本質、文學特點的認識都有所提高。曹丕《典論·論文》謂文章乃「經國之大業，不朽之盛事」，肯定了文學的價值，有助文學的發展。

## 代表人物
- 三祖陳王：曹操、曹丕、曹叡、曹植。
- 建安七子：孔融、陳琳、王粲、徐幹、應瑒、劉楨、阮瑀。

## 五言詩的發展
建安時期五言詩大盛。曹氏父子以政治領袖的身分，大量寫作五言詩；文士中有建安七子等人，經常唱和，尤其在宮廷宴會的場合，往往有即席賦詩的習慣。現今流傳下來的公宴詩，多是五言之作。
建安的五言詩在文學史上評價非常高，建安詩歌從樂府出來逐漸文人化，到曹植手中就明顯具有文人詩的面目。內容主要有遊仙以及反映當時社會現狀兩大類，後一類特多優異之作，如曹操的《薤露行》、《蒿里行》、王粲《七哀詩》等。

## 內容

### 題材
建安文學的題材可分七類：（一）戰亂和征戍艱辛；（二）懷念家鄉；（三）民生疾苦；（四）政治理想與抱負；（五）人生短暫，世事滄桑；（六）游仙詩；（七）詩酒飲宴。

### 特色
建安文學內容具現實性，反映漢末社會動亂的實況，作品內容充實，表現慷慨悲涼的特色，如王粲著有《七哀詩》、《登樓賦》，劉勰曾譽之為「七子之冠冕」。建安文學內容亦具抒情性，表達作者個人理想，及其拯物濟世的抱負，言辭懇切，有剛健明朗的特色，後人稱之為「建安風骨」。
建安文學抒發個人切身感受，直抒胸臆，有沉鬱悲憫、個性鮮明的特色；作品想像豐富，作者為求精神安慰，有宴遊、遊仙詩、出世之作。